# Truncomarginata
Truncomarginata es un género de foraminífero planctónico de la subfamilia Globotruncaninae, de la familia Globotruncanidae, de la superfamilia Globotruncanoidea, del suborden Globigerinina y del orden Globigerinida. Su especie tipo era Globotruncana linnei subsp. bulloides. Su rango cronoestratigráfico abarca desde el Turoniense medio hasta el Santoniense (Cretácico superior).

## Descripción
Su descripción podría coincidir con la del género Globotruncana, ya que Truncomarginata ha sido considerado un sinónimo subjetivo posterior.

## Discusión
El género Truncomarginata no ha tenido mucha difusión entre los especialistas. Algunos autores lo han considerado un sinónimo subjetivo posterior de Globotruncana. Clasificaciones posteriores incluirían Truncomarginata en la Familia Rugoglobigerinidae y en la Superfamilia Globigerinoidea.

## Clasificación
Truncomarginata incluye a las siguientes especies:
- Truncomarginata bulloides †
- Truncomarginata globigerinelloides †
- Truncomarginata mariai †